# Bengt Hallberg

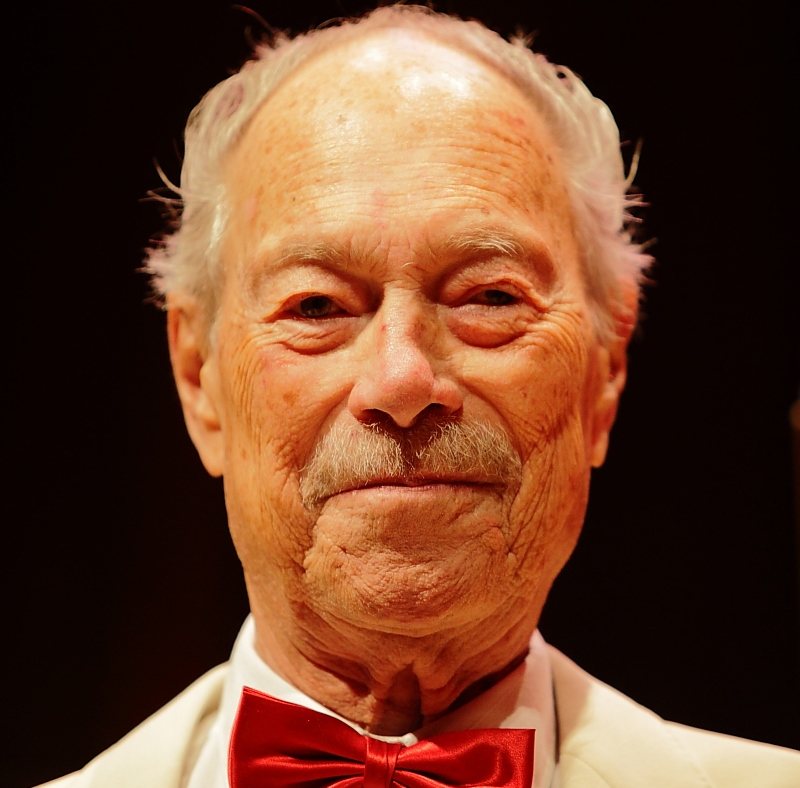
Bengt Hallberg in 2011

Bengt Hallberg (Göteborg, 13 september 1932 – Uppsala, 2 juli ? 2013) was een Zweedse jazz-pianist en -componist.

## Biografie
Hallberg begon met klassiek piano te spelen, maar op zijn dertiende schreef hij al zijn eerste jazzarrangement. In 1948 maakte hij zijn eerste plaatopnames met de bigband van Thore Jederby en in 1950 met zijn eigen trio. In die tijd speelde hij ook in het trio van Arne Domnérus, waarmnee hij in 1949 voor het eerst opnam. In de decennia erna speelde Hallberg vaak met Domnérus. In de jaren vijftig speelde hij veel met bezoekende Amerikaanse bezoekende musici, zoals Stan Getz, Clifford Brown en Quincy Jones. In de periode 1956-1963 speelde hij in de bigband van de Zweedse radio. Daarnaast studeerde hij van 1954 tot 1957 aan het conservatorium van Stockholm. Halverwege de jaren vijftig begon hij ook muziek te componeren voor films: tot 1988 schreef hij voor meer dan 25 films de soundtrack. Hij bleef echter in de jazz actief en nam regelmatig een plaat onder eigen naam op, onder meer als accordeonist. Hij werkte in de studio ook samen met de zangeressen Lill-Babs en Karin Krog. Hallberg is te horen op albums van Ake Persson, Monica Zetterlund, Svend Asmussen, Gunar Almstedt, Ulf Linde, Ove Lind, Povel Ramel, Harry Arnold, Terje Rypdal, Rita Reys, Jimmy Raney, George Russell, Thad Jones, Benny Carter, Joya Sherril en anderen.
Hallberg heeft verschillende prijzen ontvangen. In 1957 kreeg hij een Gyllene Skivan voor zijn album "Dinah" en in 1978 kreeg hij dezelfde prijs voor zijn duetalbum met Domnérus, "Duets for Duke". In 1977 ontving hij de Zweedse koninklijke onderscheiding Litteris et Artibus. In 2001 werd hij geëerd met een Zweedse Django d'Or in de categorie "Master of Jazz".

## Discografie (selectie)
- Kiddin' on the Keys, 1960
- At Gyllene Cirkeln, 1963
- Hallberg's Happiness, Phontastic, 1977
- The Hallberg Touch, Phontastic, 1979
- Bengt Hallberg in New York, Phontastic, 1982 ('albumpick' Allmusic.com)
- Spring in the Air, Phono Suecia, 1987
- Hallberg's Surprise, Phontastic, 1987

met Jan Lundgren:
- Back to Back, Naxos of America/Volenza, 2011

met Rita Reys:
- Two Jazzy people